# Ștefan Iancu
Ștefan Iancu (n. 26 decembrie 1997, București, România) este un actor român.

## Filmografie
- Amintiri din Epoca de Aur 1: Tovarăși, frumoasă e viața! (2009) - Tudoruț, nepotul ciobanului